# Lasioglossum fynbosense
Lasioglossum fynbosense là một loài Hymenoptera trong họ Halictidae. Loài này được Pauly, Timmermann & Kuhlmann mô tả khoa học năm 2008.